# ماج جاكوبسون
ماج جاكوبسون (بالسويدية: Maj Jacobsson)‏ (25 نوفمبر 1909 - 31 يناير 1996)  كانت رياضية سويدية فازت بسباق 80 متر حواجز في دورة الألعاب العالمية للسيدات عام 1930. على الصعيد المحلي، فازت بأربعة ألقاب في الفترة بين 1929-1930، في 80 م، 80 م حواجز، 200 م، الوثب الطويل والقفز الطويل.
كانت متزوجة من إيفار ويدلووند، حارس مرمى كرة قدم.